# Kubavireo
Kubavireo (Vireo gundlachii) är en fågelart i familjen vireor som är endemisk för Kuba.

## Utbredning och taxonomi
Kubavireon förekommer enbart på Kuba, Isla de la Juventud och på närliggande öar. Utbredningsområdet beräknas inte understiga 20 000 km² Vissa behandlar den som monotypisk medan andra delar in den i fyra underarter med följande utbredning:
- Vireo gundlachii magnus – Cayo Cantiles öster om Isla de la Juventud
- Vireo gundlachii sanfelipensis – Cayo Real (Cayos de San Felipe väster om Isla de la Juventud)
- Vireo gundlachii gundlachii – Kuba utom i sydost
- Vireo gundlachii orientalis – sydöstra Kuba

Kubavireon har ibland behandlats som underart till mangrovevireo (Vireo pallens).

## Utseende
Kubavireon har mörkt olivgrå ovansida med ett eller två matt färgade vingband. och blekgul undersida. Bakom det blekbruna ögat syns en gräddvit halvmåneformad fläck som är blekt brunt. Könen är lika.

## Ekologi
Kubavireon återfinns i torra skogar, låglänta fuktiga skogar, buskvegetation med otillräcklig fuktighet, och kraftigt nedhuggna före detta skogar. Den livnär sig på insekter, ödlor och frukt.

## Status och hot
Kubavireon är relativt vanlig på Kuba. Dess utbredningsområde är stort och bedöms inte minska tillräckligt mycket för att utgöra ett hot mot arten. Populationstrenden är okänd, men populationen bedöms inte minska tillräckligt kraftigt för att uppnå kriteriet för sårbarhet, det vill säga mer än 30% förminskning över tio år eller tre generationer. Populationsstorleken är inte fastställd, men den bedöms inte heller understiga kriterierna för sårbar status. Utifrån dessa kriterier kategoriseras arten som livskraftig (LC) av IUCN.

## Namn
Fågelns vetenskapliga artnamn hedrar Johannes Christoph Gundlach (1810–1896), efter 1876 Juan Cristóbal Gundlach, tysk ornitolog, entomolog samt boende på Kuba 1839-1896.